# Leroy Jenkins
Leroy Jenkins (11. března 1932 Chicago – 24. února 2007 New York) byl americký jazzový houslista a violista. Studoval na Florida A&M University. Byl jedním z prvních členů organizace AACM a později založil uskupení Creative Construction Company. Během své kariéry spolupracoval s mnoha hudebníky, mezi něž patří například Paul Motian, Dewey Redman, Archie Shepp, Muhal Richard Abrams a Alice Coltrane.